# Gino Mangiavacchi
Gino Mangiavacchi (Albano Laziale, 11 dicembre 1913 – Roma, 16 marzo 1983) è stato un partigiano e operaio italiano decorato di medaglia d'argento al valor militare.

## Biografia
Militante sin dal 1939 nell’organizzazione clandestina del Partito Comunista Italiano (PCI), mentre lavorava presso il Laboratorio di Precisione del Ministero della Difesa, fu scoperto e arrestato nel 1942.
Deferito al tribunale speciale, restò in carcere sino all'agosto 1943, quando fu liberato per l'amnistia concessa ai detenuti politici a seguito della deposizione di Mussolini il 25 luglio 1943. Rimase a Roma fino all'8 settembre 1943, quando, a seguito dell'Armistizio concordato da Pietro Badoglio con le truppe alleate che stavano risalendo la penisola, i tedeschi attaccarono la Capitale. Fu in quella circostanza che passò alla lotta armata, prendendo parte coraggiosamente alla vana difesa di Roma.
Dopo l'occupazione della Capitale da parte dei nazisti, Mangiavacchi, per incarico del PCI, passò la linea del fronte tra la zona occupata dai nazisti e la zona meridionale, già liberata dagli Alleati Anglo-Americani. Raggiunta Bari, entrò in contatto e cominciò a collaborare con la britannica “Special Force”.
Nel novembre del 1943, dopo un periodo di addestramento come sabotatore, artificiere e esperto di armamenti presso un centro alleato in Africa del Nord, Mangiavacchi fu fatto sbarcare da un MAS sulla costa tirrenica, all'altezza del lago di Fogliano, vicino a Sabaudia. Di qui riuscì fortunosamente a raggiungere Roma con un carico di esplosivi, che poté consegnare al comando dei Gruppi di Azione Patriottica. A Roma divenne uno dei principali e più attivi referenti politici e e militari della resistenza romana. Prese in affitto, sotto lo pseudonimo di Giorgio Mancinelli,  un appartamento in Via Giulia 23/a. Questo divenne la Santa Barbara (l'armeria) dei GAP Romani dove operarono Alfio Marchini, Gianfranco Mattei e Giorgio Labò. Condannato a morte e ricercato dalle SS per la proprietà dell'armeria clandestina e per la sua attività di referente politico del PCI e di collegamento fra le varie organizzazioni della resistenza e con le forze alleate (per le quali svolgeva anche attività di spionaggio sotto gli pseudonimi di Luigi Rossi e Giorgio Mancinelli), si trasferì nel Viterbese dove assunse il comando delle formazioni garibaldine già operanti nella zona (fu comandante della Banda Biferali dopo la morte del comandante Fernando Biferali).
Dopo la liberazione di Viterbo, Mangiavacchi entrò in contatto con l’OSS USA, che aveva in programma di paracadutarlo nel Nord Italia; purtroppo rimase gravemente ferito durante un lancio di addestramento e dovette rinunciare al resto della missione. Tornato a Roma, nella Capitale ormai libera, si diede per diversi anni all’attività di sindacalista.
Nel dopoguerra, dal 1946 al 1948, fece parte della Commissione per la concessione delle qualifiche partigiane in rappresentanza delle Brigate Garibaldi GAP insieme a Rosario Bentivegna e Carlo Salinari.
Per il contributo da lui dato alla lotta di Liberazione, Gino Mangiavacchi fu decorato di Medaglia d’argento al valor militare e gli è stata intitolata insieme ai martiri di Cefalonia la sezione ANPI presso il Ministero della Difesa.